# Paraskevi Kantza

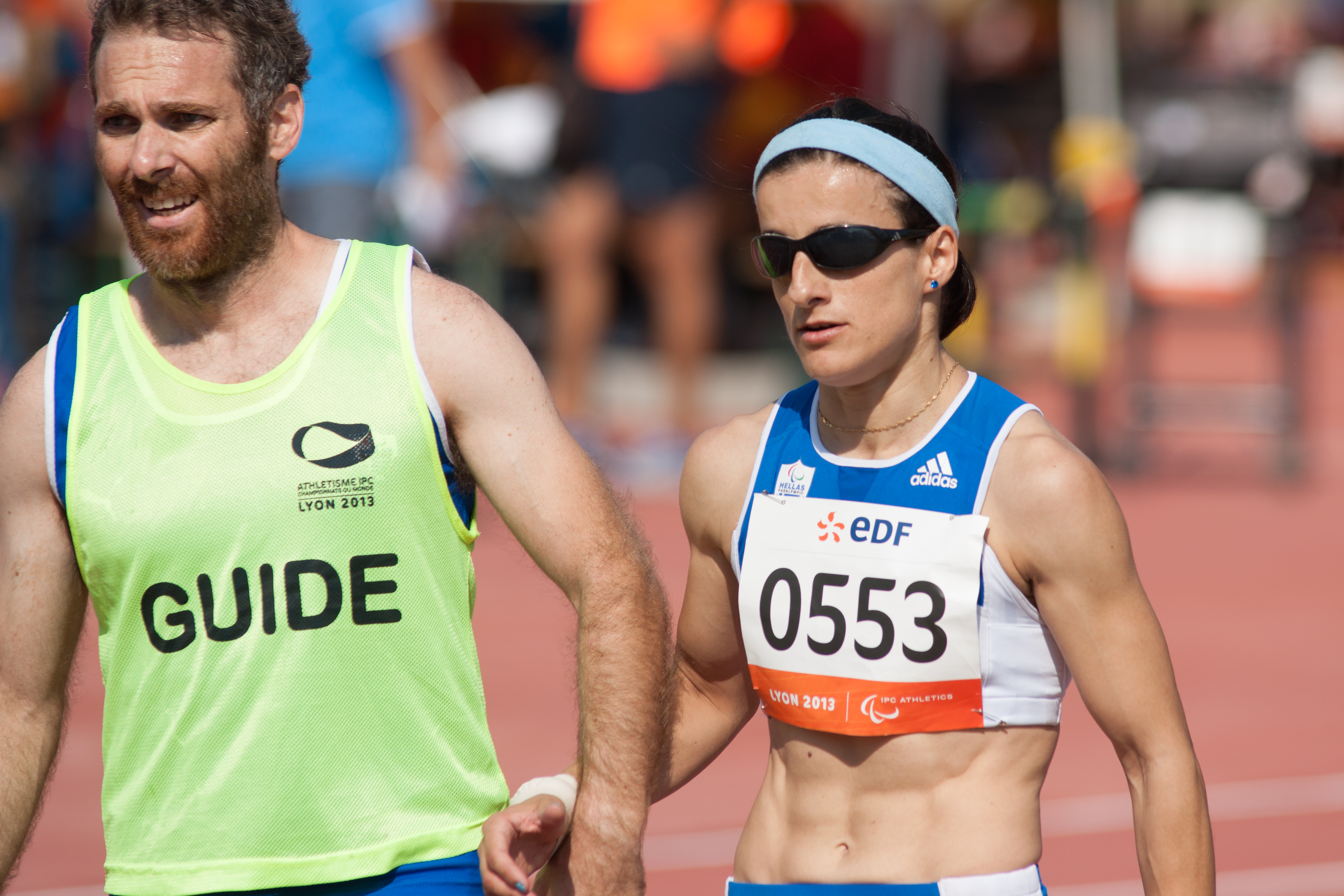
Paraskevi Kantza en el Campeonato Mundial de Atletismo del IPC 2013.

Paraskevi Kantza es una deportista griega que compitió en atletismo adaptado. Ganó una medalla de bronce en los Juegos Paralímpicos de Atenas 2004 en la prueba de 100 m (clase T11).

## Palmarés internacional
| Juegos Paralímpicos | Juegos Paralímpicos | Juegos Paralímpicos | Juegos Paralímpicos |
| Año                 | Lugar               | Medalla             | Prueba              |
| ------------------- | ------------------- | ------------------- | ------------------- |
| 2004                | Atenas (Grecia)     | Medalla de bronce   | 100 m T11           |